# Causerie et Causeurs

Causerie et Causeurs (titre original : Talk and Talkers) est un essai philosophique de Robert Louis Stevenson publié dans le Cornhill Magazine en deux parties : la première en avril 1882 et la seconde en août 1882, intitulé Talk and Talkers : A Sequel.
Cet essai traite de la conversation. Les meilleurs maîtres en matière de conversation sont les gens âgés car ils ont une grande expérience de la vie, ils sont sereins.
Il existe pour Stevenson deux types de converseurs : les conteurs d’anecdotes et ceux qui écoutent (des femmes en général)[réf. souhaitée].
La conversation est « le plus accessible des plaisirs ». La parole n’est pas figée comme les mots, elle est déterminante dans les échanges entre les personnes. Elle tourne autour du comportement le plus souvent.
Enfin, en conclusion Stevenson pense qu’elle aboutit rarement à une conclusion.